# Vesper von Ephesos

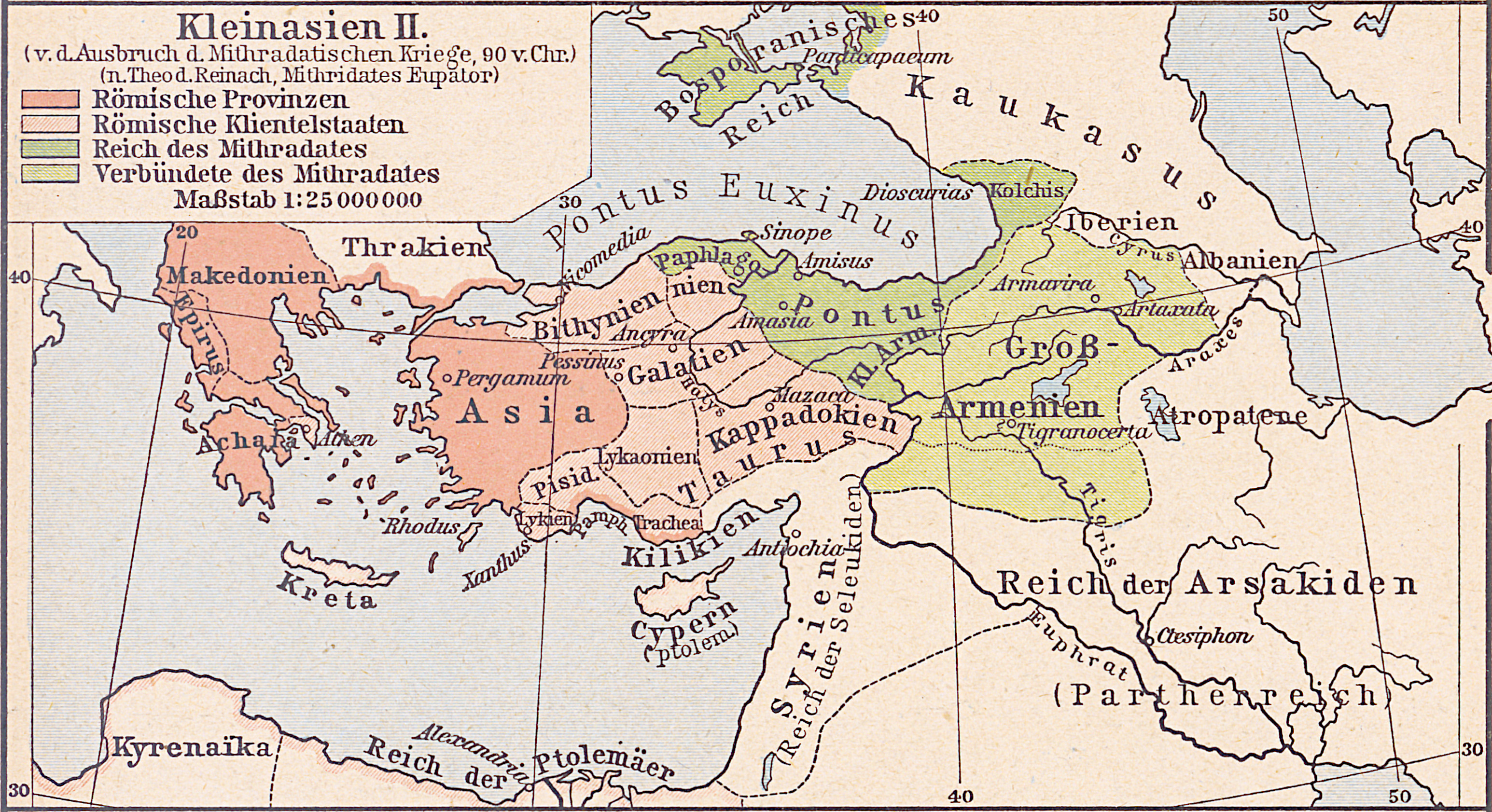
Das Reich Mithridates VI. um 90 v. Chr.

Als Vesper von Ephesos (auch Ephesische Vesper, Asiatische Vesper, Blutbefehl von Ephesos) wird die pogromartige Ermordung von wohl Zehntausenden Römern und Italikern im Jahre 88 v. Chr. bezeichnet, die Mithridates VI., der König von Pontos, in allen Poleis der von ihm besetzten römischen Provinz Asia angeordnet hatte.

## Ausgangslage
Die Vesper von Ephesos fällt in die Zeit des Ersten Mithridatischen Krieges. Dieser erste von insgesamt drei Kriegen hatte seinen Ausgangspunkt im Bestreben des Mithridates, seinen Herrschaftsbereich in Kleinasien zu erweitern. Das führte zum Konflikt mit Rom, das eine solche Machtkonzentration in dieser Region bzw. unmittelbar an seiner Grenze nicht tolerieren wollte. Der pontische König beabsichtigte mit der Vesper von Ephesos wohl jede römisch-italische Opposition in dem von ihm beherrschten Gebiet auszuschalten und die lokalen Verantwortlichen durch die Bluttaten bedingungslos an sich zu binden. Zugleich, so sein mögliches Kalkül, wäre diese Personengruppe damit auch als potentielle Fünfte Kolonne römischer Armeen entfernt, mit deren Anmarsch zwecks Rückeroberung der verlorenen Gebiete gerechnet werden musste. Zuletzt bot sich durch die Aneignung des Besitzes der Ermordeten die Möglichkeit, die materiellen Erwartungen seiner Parteigänger zu befriedigen. Die Stadtverwaltungen sollten ebenso ihren Teil des Besitzes der Opfer erhalten wie der königliche Fiskus. Mithridates hatte sich im Zuge seiner annexionistischen Bestrebungen zwar zum Befreier der Griechen proklamiert, doch war es ihm bis dahin nicht gelungen, seine Kriegskasse entsprechend aufzufüllen. Die in Kleinasien ansässigen Italiker, die durch ihre Herkunft Fremde im Land waren, sich von den Einheimischen separierten und sich der politischen Agenda des pontischen Königs verschlossen, boten sich auch deshalb als lohnende Zielgruppe an, weil es sich bei ihnen um eine überwiegend vermögende, zumeist im Handel und in der Verwaltung tätige Personengruppe handelte. Zudem gehörten ihr auch die publicani ab, die römischen Steuerpächter, welche die Provinz Asia über 40 Jahre ausgebeutet hatten und die darum der einheimischen Bevölkerung besonders verhasst waren.

## Ablauf
Während seines Aufenthalts in Ephesos erteilte Mithridates den königlichen Beamten und Statthaltern der Städte der Provinz Asia durch geheime Emissäre die schriftliche Anweisung, dreißig Tage nach der Absendung derselben die Tötung aller Römer und Italiker, ihrer Frauen und Kinder sowie der Freigelassenen römisch-italischer Abstammung zu veranlassen. Hilfeleistungen für die so quasi zum kollektiven Tod verurteilte Personengruppe sollten bestraft werden. Hingegen sollten Anzeigen oder Tötungen von Römern oder Italikern durch ihre Sklaven mit deren Freilassung, durch ihre Schuldner mit dem Erlass der Hälfte der Schulden belohnt werden. Die Bestattung der Getöteten wurde untersagt.
Wann genau die Massenmorde stattfanden, lässt sich aufgrund der Quellenlage nicht mehr eruieren. Zumindest aber kann man die Geschehnisse auf einen Zeitpunkt zwischen der späten zweiten Jahreshälfte 89 und dem ersten Halbjahr 88 v. Chr. eingrenzen, wobei das Jahr 88 v. Chr. als wahrscheinlicher gilt. Dementsprechend wird auch die Erteilung des Mordbefehls auf den Winter 89/88 v. Chr. datiert. Aus den Quellen ist bekannt, dass sich in Adramyttion, Ephesos, Pergamon und Tralleis, besonders aber in der Hafenstadt Kaunos, Szenen unbeschreiblicher Grausamkeit abgespielt haben sollen. In Adramyttion, wo der gesamte Stadtrat hingerichtet wurde, tat sich dabei beispielsweise ein ansonsten unbedeutender Philosoph namens Demetrios hervor, der als fanatischer Parteigänger des pontischen Königs galt. Die Römer und Italiker, die hier versucht hatten, über See zu entkommen, wurden verfolgt und getötet, ihre Kinder ertränkt. In Tralleis überließ die Bürgerschaft eigens angeheuerten Fremden die Ermordung ihrer römisch-italischen Mitbewohner und Mitbewohnerinnen.
Selbst die Flucht in die diversen Tempel und Heiligtümer vermochte die für den Tod bestimmten Menschen nicht zu schützen. Obwohl in der Antike Personen, die in Tempel geflüchtet waren, sich quasi unter dem Schutz der dort verehrten Gottheit befanden und so vor Verfolgung als sicher galten, wurde in diesem besonderen Fall darauf keine Rücksicht genommen. In Ephesos wurden jene, die im Tempel der Artemis Schutz gesucht und sich an das Standbild der Göttin geklammert hatten, von dort weggezerrt und umgebracht. In Pergamon wurden die im Heiligtum des Asklepios Schutz suchenden durch Pfeilschüsse getötet. Es wird aber auch überliefert, dass den Römern und Italikern in manchen Orten Hilfe zuteilwurde. Die Bewohner der Insel Kos beispielsweise gaben nach den Massakern an, römische Bürger im Asklepieion außerhalb der Stadt versteckt und so gerettet zu haben. Die Stadt Rhodos auf der gleichnamigen Insel wurde zu einem Refugium für Geflüchtete aus anderen Städten Kleinasiens und verteidigte ihre römisch-italischen Flüchtlinge erfolgreich anlässlich des Eroberungsversuches des pontischen Königs.

## Opferzahlen
Die genauen Opferzahlen sind zwar unbekannt, doch findet sich die in den Quellen genannte Zahl von 80.000 Toten auch überwiegend in der Forschungsliteratur, wohingegen die Zahl von 150.000 Getöteten meist als überhöht angesehen wird. Übereinstimmung herrscht hinsichtlich der Tatsache, dass es zweifellos eine nicht unbeträchtliche Anzahl an Opfern gab.

## Klassifizierung als Genozid?
Nicht zuletzt aufgrund der Tatsache, dass Appian berichtet, die zu Verfolgenden stammten aus dem genos Italikon, womit die Herkunft gemeint ist und nicht etwa, dass diese bloß Inhaber des römischen Bürgerrechtes seien, wurde der Frage nachgegangen, ob es sich bei der Vesper von Ephesos um einen frühen Genozid gehandelt habe. Da sich aber die Motive und Überlegungen, die den pontischen König zur Erteilung seines Mordbefehles bewogen ebenso wie das Ausmaß der Morde und die genauen Hintergründe und Abläufe in den verschiedenen Städten anhand der vorhandenen Quellen nicht hinreichend klären lassen, ist eine definitive Beantwortung dieser Frage nicht möglich. Susan E. Alcock argumentierte, dass es unangemessen sei, den Begriff Genozid auf Ereignisse des Jahres 88 v. Chr. anzuwenden, wenn bei viel besser dokumentierten Fällen von Massenmord gezögert wird, von Völkermord zu sprechen. Andere Forscher lehnen die Verwendung des Begriffs Genozid für Fälle der massenhaften Ermordung bestimmter Gruppen von Menschen, die sich vor dem 20. Jahrhundert zutrugen, überhaupt ab. Boris Barth warnte in diesem Zusammenhang eindringlich davor, „heutige Konzepte und Vorstellungen in die Vergangenheit zurückzuprojizieren“ und bezeichnet Genozid als „ein Phänomen, das eindeutig erst im 20. Jahrhundert aufgetreten ist“.

## Folgen
Für den Urheber der Massaker, den König von Pontos, blieben diese zunächst ohne Folgen. Im Friedensvertrag von Dardanos im Jahr 85 v. Chr., der den Ersten Mithridatischen Krieg beendete, musste Mithridates sich lediglich verpflichten, auf seine während des Krieges gemachten Eroberungen zu verzichten, seine Stammländer durfte er hingegen behalten. Diese relativ milden Bedingungen waren auch der Tatsache geschuldet, dass während des Krieges Sullas innenpolitische Gegner in Rom die Macht übernommen hatten und er zu einem raschen Friedensschluss gezwungen war, um sich diesen zuwenden zu können.
Weit weniger glimpflich kamen hingegen die Städte der Provinz Asia davon, die sich nur zu bereitwillig auf die Seite von Mithridates gestellt und den Mordbefehl ausgeführt hatten. Bei der Neuordnung Kleinasiens erlegte Sulla ihnen 84 v. Chr. die Zahlung von 20.000 Talenten auf. Zusätzlich mussten sie für die Einquartierung und Verpflegung der römischen Soldaten sowie deren Besoldung aufkommen, für die das Vierzigfache des normalen Soldes festgelegt wurde. Ephesos, wo Sulla sein Winterquartier einrichtete, verlor große Teile seines Territoriums und die Häupter der antirömischen Partei wurden hingerichtet.

## Etymologie
Für den Begriff Vesper von Ephesos, der erst im 19. Jahrhundert aufkam, stand die Sizilianische Vesper von 1282 Pate. Theodor Mommsen sprach bereits 1869 im 2. Band seiner Römischen Geschichte von „Ephesischen Mordbefehle(n)“ und äußerte sich dahingehend nochmals 1885 im Zusammenhang mit dem britannischen Boudicca-Aufstand, den er als „nationale Vesper gleich [der] mithradatischen“ bezeichnete. Endgültig etablierte sich der Begriff dann 1890 mit der französischen Erstauflage von Théodore Reinachs Buch über Mithradates VI., wo von der „Vêpres éphesiennes“ gesprochen wird.